# Darekh
De Darekh (Alburnus tarichi) is een straalvinnige vis uit de familie Cyprinidae die uitsluitend voorkomt in Turkije. De vis kan leven in het basische water van het Vanmeer.